# Henveiru Stadium
Henveiru Stadium – to stadion piłkarski w Male na Malediwach. Stadion mieści około 1000 widzów